# Sedan-Nord (tổng)
Tổng Sedan-Nord là một tổng ở tỉnh Ardennes trong vùng Grand Est.

## Hành chính
| Giai đoạn | Ủy viên               | Đảng | Tư cách |
| --------- | --------------------- | ---- | ------- |
| 1985-1998 | Daniel Jacquemin      | RPR  |         |
| 2004-2008 | Dominique Billaudelle | PS   |         |
| 2008-2011 | Anne Baron            | UMP  |         |

## Các đơn vị hành chính
Tổng Sedan-Nord gồm 7 xã với dân số 11 198 người (điều tra năm 1999, dân số không tính trùng)
| Xã          | Dân số    | Mã bưu chính | Mã insee |
| ----------- | --------- | ------------ | -------- |
| La Chapelle | 156       | 08200        | 08101    |
| Fleigneux   | 201       | 08200        | 08170    |
| Floing      | 2 454     | 08200        | 08174    |
| Givonne     | 992       | 08200        | 08191    |
| Glaire      | 935       | 08200        | 08194    |
| Illy        | 422       | 08200        | 08232    |
| Sedan       | 6 038 (1) | 08200        | 08409    |

(1) một phần của xã

## Thông tin nhân khẩu
| 1962                                                     | 1968 | 1975 | 1982 | 1990   | 1999   |
| -------------------------------------------------------- | ---- | ---- | ---- | ------ | ------ |
| -                                                        | -    | -    | -    | 11 260 | 11 198 |
| Nombre retenu à partir de 1962 : dân số không tính trùng |      |      |      |        |        |